# Convent de Santa Maria de la Tourette
El Convent de Santa Maria de La Tourette és un edifici religiós situat a Éveux, prop de Lió, França. Va ser dissenyat pel reconegut arquitecte suís-francès Le Corbusier entre 1953 i 1960.
Considerat una de les obres mestres de l'arquitectura moderna, aquest convent és un exemple destacat de l'ús del formigó armat i de l'estil brutalista caracterísitc del seu creador.

## Història

### Context
El projecte del Convent de La Tourette va sorgir a petició dels dominics de Lió, els qui necessitaven un nou lloc de retir i estudi. En la dècada de 1950, el prior de la comunitat, Pare Marie-Alain Couturier, va contactar a Le Corbusier, conegut per les seves innovadores idees arquitectòniques, perquè dissenyés un edifici.

### Disseny i Construcció
Le Corbusier va començar a treballar en el disseny del convent en 1953, inspirat pels principis del Moviment Modern i per la seva pròpia visió de l'arquitectura com una "màquina per a viure". Buscava crear un espai que reflectís l'austeritat i l'espiritualitat de la vida monàstica, utilitzant el seu característic estil brutalista. La construcció de l'edifici es va dur a terme entre 1956 i 1960, sota la supervisió de Le Corbusier i el seu equip.

### Inauguració
El Convent de La Tourette va ser inaugurat en 1960 i, des de llavors, ha estat utilitzat com a lloc de residència, estudi i retir per als monjos dominics. Al llarg dels anys, el convent ha estat objecte de nombroses visites i estudis per part d'arquitectes, estudiants i entusiastes de l'arquitectura moderna.

## Descripció Arquitectònica

### Disseny General
El Convent està construït en un pujol, integrant-se en el paisatge natural de manera harmoniosa. L'estructura principal és un prisma rectangular de formigó armat, elevat sobre pilars, la qual cosa li confereix un aspecte monumental i auster. L'edifici està organitzat entorn d'un claustre central, amb les cel·les dels monjos, l'església, les sales d'estudi i les àrees comunes distribuïdes al seu voltant.

### Elements Arquitectònics

#### Cel·les dels Monjos
Cada cel·la és una unitat autònoma que inclou una petita habitació, un escriptori, un bany i una finestra dissenyada per a permetre l'entrada de llum natural mentre manté la privacitat. Les cel·les estan disposades en files, alineades al llarg dels passadissos que envolten el claustre.
Les finestres, conegudes com "finestres en caixa" o "finestres en profunditat", són característiques del disseny de Le Corbusier i creen una sensació de profunditat i protecció.

#### L'església
L'església del convent de Santa Maria de la Tourette no descansa sobre pilars, es tracta d'una caixa que es va ubicar directament en un vessant de la muntanya. Es tracta d'una composició abstracte amb el mínim simbolisme religiós.
Les seves parets interiors són molt gruixudes, fent referència a la firmesa de l'arquitectura medieval. Estan perforades amb obertures horitzontals tancades amb vidres de colors que permeten l'entrada de llum i atorguen a l'ambient un aire espiritual de penombra i recolliment.
L'altar està situat en un extrem i la disposició dels seients permet una participació comunitària en les cerimònies litúrgiques. L'esglésita també compte amb una notable torre campanar que s'eleva sobre l'edifici, afegint una dimensió vertical al disseny.

#### Claustre i àrees comunes
El claustre és el cor del convent, un espai obert que serveix com a lloc de meditació i trobada. Està creuant per galeries acristallades que comuniquen les zones comuns del monestir amb l'església.
El claustre està cobert per una sèrie de finestres horitzontals que permeten l'entrada de llum natural, creat un ambient lluminós i acollidor.

#### Aula Magna i Biblioteca
L'aula Magna i la biblioteca estan situades a l'última planta de l'edifici. És allà també on hi trobem les cel·les dels monjos, un espai on hi incideix la llum amb petites obertures pels pasadissos on s'hi pot veure a través la vegetació de l'entorn i tots els seus colors. És un espai molt silenciós i aïllat de la resta, ja que és allà on els monjos practiquen les seves meditacions de la seva vida monacal.
Respecte la biblioteca, hi havia una gran col·lecció de llibres, molts d'ells d'aspecte religiós.

#### Refetor
El refetor està ubicat a la planta baixa, al costat del pati, en aquest espai els monjos es reuneixen per menjar i sociabilitzar. Està dissenyat amb taules llargues i bancs, promovent un sentit de comunitat i germanor. La llum natural entra a través de finestres estratègicament situaades, creant un ambient serè i tranquil per als menjars.

Concepte i Filosofia de Disseny
Le Corbusier va dissenyar el Convent de La Tourette seguint els seus principis del Moviment Modern, que inclouen l'ús de pilotis , la planta lliure, la façana lliure, la finestra allargada i la terrassa jardí . La seva filosofia se centrava en crear un entorn funcional i espiritual, on l'arquitectura facilités la vida comunitària i la meditació. La disposició dels espais i l'entrada de llum natural van ser acuradament planificades per a fomentar un ambient d'introspecció i serenitat .

## Materials i Tècniques de Construcció
Le Corbusier va emprar principalment el formigó armat per a construir el convent, una elecció típica del brutalisme. Aquest material no sols va proporcionar la resistència i durabilitat necessàries, sinó que també va permetre la creació de formes i estructures innovadores. L'ús de formigó vist, sense revestiments, és una caracterísitca distintiva de l'estètica brutalista de Le Corbusier.

## Concepte i Filosofia de Disseny
Le Corbusier va dissenyar el Convent de La Tourette seguint els seus principis del Moviment Modern, que inclouen l'ús de pilotis (pilars), la planta lliure, la façana lliure, la finestra allargada i la terrassa jardí.
La seva filosofia se centrava en crear un entorn funcional i espiritual, on l'arquitectura facilités la vida comunitària i la meditació. La disposició dels espais i l'entrada de llum natural van ser acuradament planificades per a fomentar un ambient d'introspecció i serenitat.

## Influència i Llegat
El Convent de Santa María de La Tourette és un testimoniatge del geni arquitectònic de Le Corbusier i de la seva capacitat per a fusionar funcionalitat i espiritualitat en els seus dissenys . L'edifici ha estat reconegut com a Monument Històric a França i continua sent un lloc d'estudi i admiració per a arquitectes i visitants de tot el món . A més, ha influït en el desenvolupament de l'arquitectura moderna, especialment en l'ús innovador del formigó i en la creació d'espais que promouen la contemplació i la vida comunitària .

## Restauració i Conservació
Donat el seu estatus com a obra mestra de l'arquitectura moderna, el Convent de la Tourette ha estat objecte d'esforços de restauració i conservació per a manternir la seva integritat estructural i estètica. En els últims anys, s'han dut a terme treballs per a reparar el formigó deteriorat i millorar la impermeabilització de l'edifici, assegurant que pugui continuar sent un símbol del llegat de Le Corbusier.

## Ús actual
Avui dia, el convent continua funcionant com un lloc de retir i estudi per als monjos dominics, però també està obert a visites del públic i a estades de curta durada per a aquells que busquen un lloc de pau i reflexió. A més, es realitzen esdeveniments culturals i acadèmics, la qual cosa manté viu l'esperit d'aprenentatge i comunitat que Le Corbusier va voler infondre en el seu disseny .